# Adelaide von Skilondz
Adelaide von Skilondz   (Sant Petersburg, 27 de gener de 1882 (Julià) - parròquia d'Òscar, 5 d'abril de 1969) va ser una cantant d'òpera (soprano) i professora de cant russa, més coneguda pel seu treball a Suècia.

## Biografia
Andrejeva von Skilondz era filla del coronel Leo Andrejeff i Adelaide Christman. Ja als sis anys va dominar diverses sonates de Beethoven i es va formar com a pianista concertista per Féliks Blumenfeld al Conservatori de Música de Sant Petersburg. Després va estudiar composició amb Anatoli Liàdov i harmonia amb Nikolai Rimsky-Korsakov. Va treure bones notes i els seus pares la van regalar un viatge a l'estranger. Skilondz va triar Suècia i en un viatge a Norrland se li va aconsellar que desenvolupés la seva bella veu de cantant.

## Carrera
Andreyeva von Skilond va debutar al Teatre Mariinsky (1908) com la primera tsaritsa Shemanka al Coq d'Or de Nikolai Rimsky-Korsakov. Després va assistir a l'Òpera de Berlín (1910–14) i va debutar a l'òpera Les huguenots de Giacomo Meyerbeer. Entre 1912 i 1913, es van gravar discos de gramòfon amb les seves àries, incloses Queen of the Night i àries de Romeu i Julieta. Altres papers coneguts van ser Gilda a Rigoletto, Violetta a La traviata i Lakmé i Tatjana a Eugene Onegin.
En l'esclat de la guerra el 1914, Skilondz va ser enviada a Suècia per a una aparició com a convidada. Es va posar en contacte amb l'Òpera Reial, però no li va agradar, així que va anar a l'òpera a Hèlsinki. La tardor de 1915 va tornar a Estocolm i va debutar com a Rosina a El barber de Sevilla. Anna Oscàr va morir al setembre, deixant un buit en l'Òpera d'Estocolm i en el repertori que Skilondz podria omplir. Durant vuit anys va participar en 250 representacions d'òpera, de les quals 37 com a reina de la nit.

## Escola de cant
Andrejeva von Skilondz va anar al Teatre Reial i va treballar durant uns anys. Va estudiar Literatura i art (1917) abans de dedicar-se a la pedagogia del cant (1922–). També va treballar com a professora de cant, va obrir una escola de cant a la seva magnífica residència de Strandvägen i va rebre estudiants cada dia entre les deu i les cinc de la tarda. Entre els seus alumnes hi havia Elisabeth Söderström, Kerstin Meyer, Kerstin Dellert, Isa Quensel, Stina-Britta Melander, Ruth Moberg, Inga Sundström i Eva Prytz.
Fins i tot homes es van presentar a la seva escola de cant, com ara el tenor Arne Ohlson, Gösta Björling i Carl Gustaf Svingel, així com Carl-Axel Hallgren (baríton) i Kim Borg (baix).

## Premis
- Andrejeva von Skilondz va rebre el Litteris et Artibus el 1917.
- El 1921 fou elegida membre de la Reial Acadèmia de Música.